# Voo China Airlines 605
O Voo China Airlines 605 era um voo diário sem escalas que partia de Taipé às 6:30 da manhã e chegava ao Aeroporto Kai Tak em Hong Kong às 7:00 horário local. Em 4 de novembro de 1993, um Boeing 747-400 saiu da pista enquanto tentava pousar durante a tempestade tropical Ira. Foi a primeira perda do casco de um Boeing 747-400.

## Aeronave e tripulação
A aeronave envolvida era um Boeing 747-400 novo, prefixo B-165. Tinha apenas seis meses de idade na época do acidente, tendo feito seu primeiro voo em 6 de maio de 1993 e entregue à China Airlines em 8 de junho de 1993. A aeronave era movida por quatro motores Pratt & Whitney PW4056 e tinha apenas 1.969 horas de voo com 359 ciclos de decolagem e pouso no momento do acidente.
O capitão era um homem anônimo de 47 anos, que já havia servido na Força Aérea de Taiwan e ingressou na China Airlines em 1984. Ele começou a voar no 747 em 1988 e foi promovido a capitão do 747-400 em 1990. Na época do acidente, o capitão registrou um total de 12.469 horas de voo, incluindo 3.559 horas no Boeing 747. O primeiro oficial era um homem de 37 anos anônimo que ingressou na companhia aérea em 1992, tendo servido anteriormente no Exército da República da China. Ele tinha 5.705 horas, embora apenas 953 delas no Boeing 747.

## Acidente
O Voo 605, pousou mais do que 640 m passados da pista linear, a uma velocidade de 150 nós (280 km/h), seguindo a aproximação IGS da pista 13. A tempestade tropical Ira estava gerando ventos transversais de 37 km/h naquela pista, com rajadas de 70 km/h, a partir de uma proa de 070 graus.

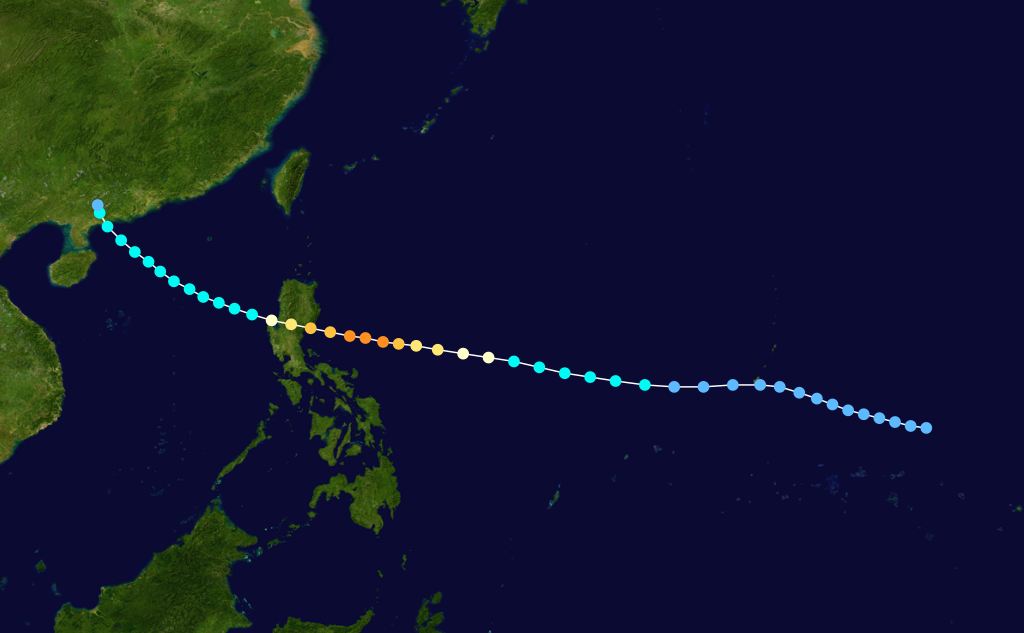
Traçado da Tempestade Tropical Ira

Os pilotos receberam vários avisos de tesoura de vento e glide slope e observaram grandes flutuações da velocidade em relação ao ar durante a última milha antes do pouso. O capitão, que era o piloto em comando, desconectou o piloto automático e passou a pilotar o avião manualmente. Ele também desligou o acelerador automático porque não estava satisfeito com seu desempenho. Depois que a aeronave pousou, o primeiro oficial assumiu o controle do avião e tentou manter a aeronave na linha central. No entanto, suas entradas foram muito severas e o capitão foi forçado a ajudá-lo. Enquanto isso, o capitão aumentou inadvertidamente a potência do motor em vez de ativar os reversores de empuxo. Os freios aéreos foram ativados foram estendidos brevemente, mas depois retraídos, também devido ao aumento de potência. Isso fez com que o avião "flutuasse", tornando os freios ineficazes até que os freios de velocidade fossem estendidos novamente. Quando o primeiro oficial finalmente percebeu que os freios automáticos estavam desarmados e os reversores de empuxo não haviam sido acionados, o capitão imediatamente aplicou a frenagem manual e a reversão de empuxo.
O capitão deliberadamente virou o avião para a esquerda quando percebeu que o avião ultrapassaria a pista e atingiria o sistema de luzes de aproximação da pista 31. Essa ação causou um "loop de solo", fazendo o avião deslizar para fora do lado esquerdo da pista em Victoria Harbour, evitando assim uma colisão com o ALS para a pista 31. O avião parou em águas rasas, com um rumo de quase 180 graus fora da direção da pista 13.
Um piloto da British Airways se recusou a fazer a aproximação da pista de Kai Tak 13 minutos antes que o capitão do CAL605 decidiu tentar.
A investigação indicou que o acidente foi causado pelo fracasso do capitão em iniciar o procedimento obrigatório de aproximação frustrada ao observar as fortes flutuações da velocidade no ar, combinadas com os alertas de cisalhamento do vento e desvio do planeio. O primeiro oficial também não tinha experiência suficiente para operar a aeronave durante o pouso em condições de vento cruzado. A China Airlines também foi criticada por não ter um procedimento claro de pouso com vento cruzado em seus manuais para ajudar os pilotos. A investigação recomendou que a companhia aérea revisasse seus manuais e treinamento de voo.

## Consequências
Imediatamente depois que a aeronave pousou na água, os membros da tripulação garantiram que todos os passageiros vestissem os coletes salva-vidas e fossem evacuados para oito das dez saídas de emergência do convés principal. Essas saídas (como em todos os 747s) são equipadas com escorregadores / balsas infláveis para evacuar emergências. A cabine de passageiros permaneceu completamente acima da água durante a evacuação, embora finalmente afundasse na cauda. Danos adicionais no nariz e na cabine da primeira classe foram registrados. Houve 23 feridos leves entre passageiros e tripulantes.

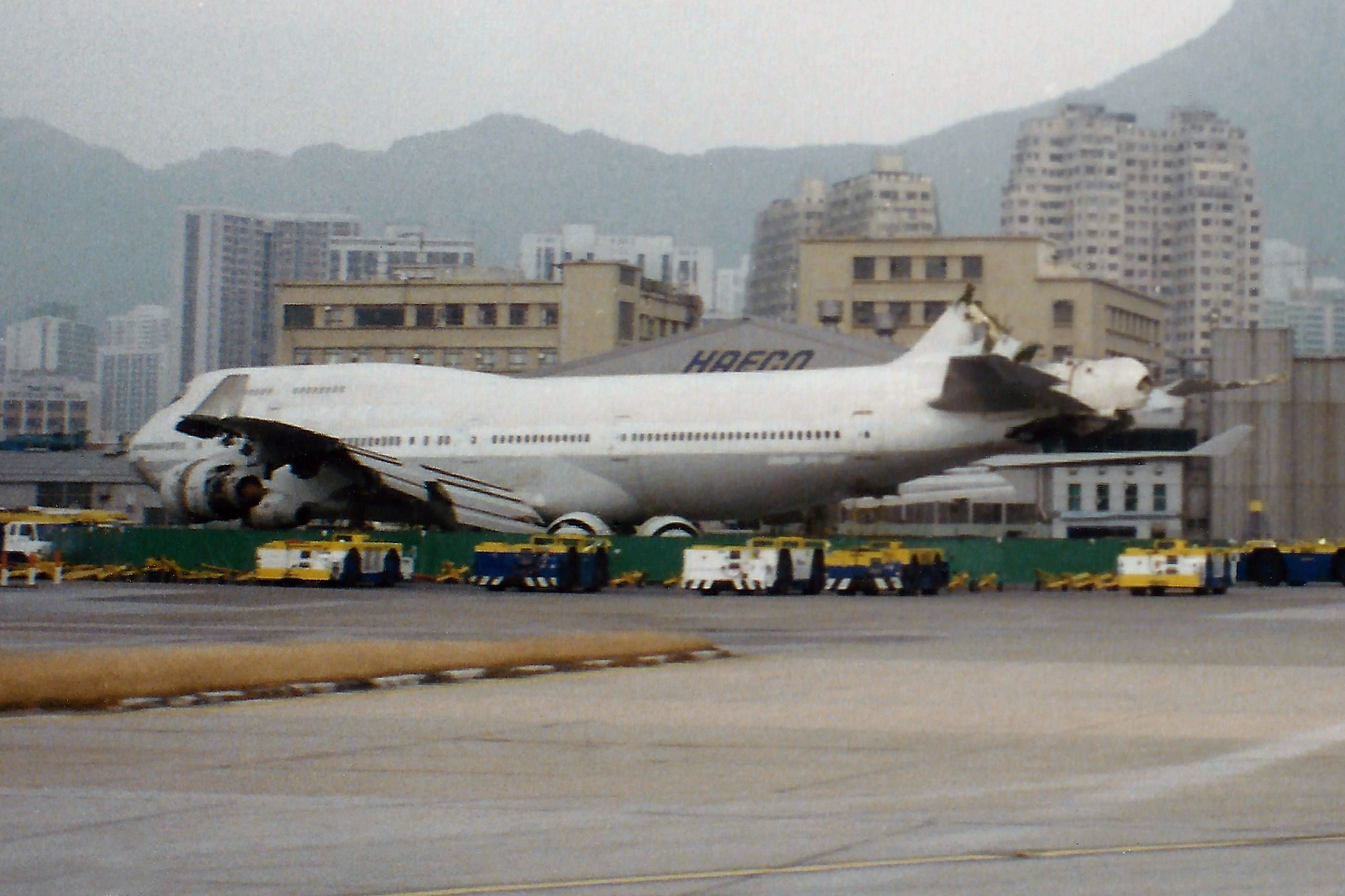
A aeronave fotografada dias após o acidente

O avião foi considerado uma perda total do casco. Como o estabilizador vertical do avião interferia na precisão dos sinais do sistema de pouso por instrumentos para a pista 31, o estabilizador vertical foi removido com dinamite logo após a queda. Isso permitiu que os aviões fizessem aproximações ILS seguras sempre que os padrões de vento exigissem o uso da pista 31 (a direção contrária da pista 13).
As letras da China Airlines e os caracteres chineses foram removidos, como fazia parte da pintura da fuselagem, para ocultar a identidade da aeronave como pertencente à China Airlines. Após o acidente, a aeronave foi armazenada próximo ao prédio da HAECO para uso na prática de combate a incêndios.
A China Airlines continuou a usar o número de voo 605 na rota de Taipé - Hong Kong até 2015. Agora, os números de voo que atendem a referida rota são 903, 641, 909, 915, 919, 923, 921 e 601, em voo uma frota mista de Boeing 747, Airbus A330, Airbus A350 e Boeing 737, operando no Aeroporto Internacional de Chek Lap Kok.